# Beaulieu (Hérault)
Beaulieu – miejscowość i gmina we Francji, w regionie Oksytania, w departamencie Hérault.
Według danych na rok 1990 gminę zamieszkiwało 921 osób, a gęstość zaludnienia wynosiła 119 osób/km² (wśród 1545 gmin Langwedocji-Roussillon Beaulieu plasuje się na 366. miejscu pod względem liczby ludności, natomiast pod względem powierzchni na miejscu 870.).